# Edward Tufte
Edward Rolf Tufte (Kansas City, 14 marzo 1942) è uno statistico e scultore statunitense, famoso per i suoi scritti nell'ambito dell'infografica. Considerato un pioniere in quest'ambito, è stato soprannominato il Leonardo da Vinci dei dati dal New York Times  e il Galileo della grafica dal BusinessWeek.

## Biografia
Edward Rolf Tufte nasce a Kansas City, Missouri, nel 1942, da Virginia Tufte, autrice e professoressa dell'University of Southern California e Edward W. Tufte.
Cresce a Beverly Hills, California, e si diploma nel 1960 alla Beverly Hills High School.
Ottiene il Bachelor (B.A.) e il Master (M.A.) in statistica alla Stanford University e il dottorato in scienze politiche all'Università di Yale.
La sua tesi, completata nel 1968, è intitolata Il movimento dei diritti civili e chi vi si oppone.
Tufte inizia la sua carriera di insegnante alla scuola Woodrow Wilson dell'Università di Princeton, dove tiene corsi di economia politica e analisi dei dati nel 1967.
Nel 1975, mentre si trova a Princeton, gli viene chiesto di tenere un corso di statistica a un gruppo di giornalisti che frequenta la scuola per studiare economia. Tufte svolge un insieme di lezioni e conferenze sui grafici statistici,  che sviluppa ulteriormente nei seminari che tiene successivamente insieme al famoso statistico John Tukey, pioniere nel campo dell'information design. Il materiale di questi corsi diviene la base per il suo primo libro sull'information design, The Visual Display of Quantitative Information.
Tufte si auto-produce il suo Visual Display nel 1982, lavorando strettamente con il graphic designer Howard Gralla, che finanzia questo lavoro con una seconda ipoteca sulla sua casa. Il libro diviene velocemente un successo commerciale e assicura il suo passaggio da politologo a esperto dell'informazione.
Tufte è stato professore all'Università di Yale dal 1977 al 1999. In questo periodo ha svolto corsi di scienze politiche, statistica e informatica. Nel 1999 si è ritirato dall'insegnamento universitario.

## Lavori
Tufte è un esperto di infografica e rappresentazione grafica dei dati, materie su cui ha scritto molti libri e articoli; è membro della American Statistical Association.

### Information design

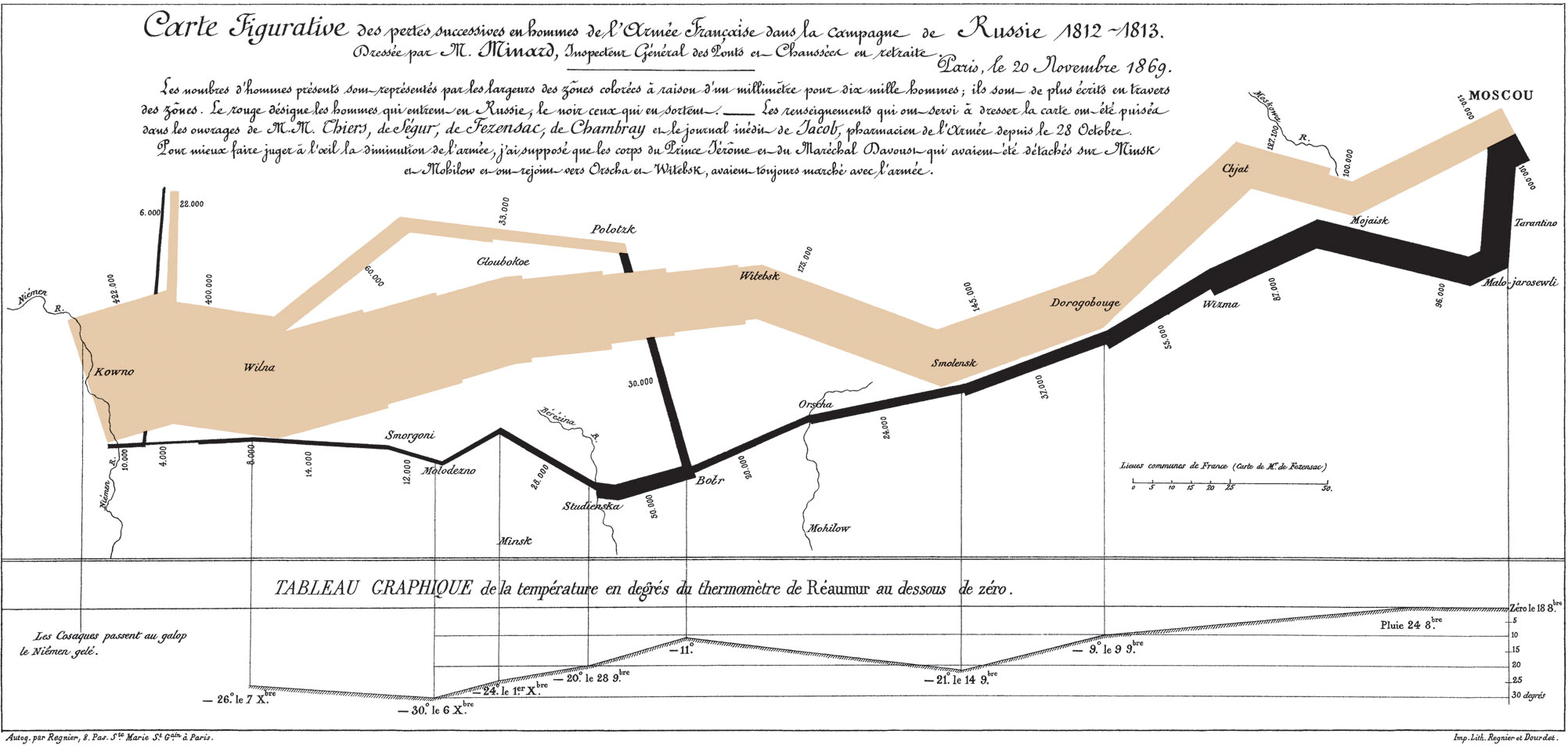
Mappa di Charles Minard sulla marcia di Napoleone Bonaparte

Gli scritti più importanti di Tufte riguardano l'information design cioè come esprimere concetti in forma visuale.
Tufte è  un difensore del minimalismo nella rappresentazione del dato e dell'eliminazione di tutti gli attributi che disturbano la comprensione; per individuare meglio questi attributi Tufte ha coniato il termine “chartjunk” che letteralmente individua l'insieme di elementi contenuti in un grafico che non sono necessari a comprendere la rappresentazione delle informazioni nel grafico.
Nelle sue conferenze e workshop fornisce insegnamenti dedicati ad aiutare i professionisti della comunicazione con regole basilari sulla comunicazione visuale efficace.
La cosa che più preoccupa Edward Tufte è l'abitudine a usare i grafici in modo spesso ignorante, eccessivo ed altamente decorativo. Tufte dà molta importanza alla completa comprensione del messaggio da trasmettere e al lavoro necessario per raggiungere tale obiettivo usando la quantità minima di inchiostro.
Secondo Tufte quando si esamina da vicino un grafico, ogni punto all'interno di esso ha un valore; a una visione complessiva si possono osservare modelli e tendenze. Tufte suggerisce che queste letture macro/micro siano presentate nello spazio di un campo visivo nel formato ad alta risoluzione della pagina stampata e siano osservabili in maniera nitida dall'osservatore.
Tufte usa diversi esempi storici per provare le sue tesi, inclusi
la mappa dell'epidemia di colera di John Snow,
il grafico di Charles Joseph Minard sulla marcia di Napoleone,
i primi tracciati dei detriti spaziali e il memoriale dei veterani del Vietnam di Maya Lin . A proposito di quest'ultimo esempio Tufte ha fatto notare che sul granito nero della scultura memoriale di Lin l'elenco dei nomi dei soldati morti è dimostrato essere più potente, visivamente parlando, in ordine cronologico piuttosto che in quello alfabetico, in modo che il sacrificio compiuto da ogni individuo è così evidenziato nell'ambito generale della guerra.

Le idee di Tufte su una corretta rappresentazione visuale vengono riassunte dal principio di Feynman-Tufte: 
Questo principio ribadisce che una corretta rappresentazione visuale deve essere semplice da leggere anche in una forma molto compatta.

### Sparkline
Si deve a Tufte l'invenzione delle sparkline cioè delle piccole icone che riassumono un grafico temporale accentuandone al massimo la leggibilità e nel contempo la compattezza.
(Edward Tufte, Beautiful Evidence, 2004)
Le Sparkline sono sotto licenza Microsoft che le implementa dalla versione 2010 di Office.

### Small Multiple
Si deve a Tufte l'invenzione del termine Small Multiple per riferirsi a rappresentazioni multiple di immagini comparabili tra loro, così da permettere immediatamente e in parallelo al lettore di comparare le differenze.

### Critica a PowerPoint
Nel saggio The cognitive Style of PowerPoint, Tufte critica alcune proprietà e alcuni tipici usi di Microsoft PowerPoint come ad esempio:
- Tabelle e grafici inutili e semplicistici dovuti alla bassa risoluzione dello schermo;
- Poco spazio per riflessione e presentazione di dati;
- Spazio sprecato per loghi, immagini, firme ecc;
- Gerarchie molto forti nella presentazione delle informazioni;
- Rapida successione di frammenti di informazione invece di un'analisi articolata;
- I titoli delle singole pagine non corrispondono ai contenuti.

Tufte inoltre deride i grafici tridimensionali, la diapositiva di PowerPoint stereotipata e i modelli di struttura, forniti da tutti gli strumenti Microsoft per preparare grafici o diagrammi che a suo dire intorpidiscono il cervello.
La critica di Tufte verte anche sul fatto che in un rapporto tecnico scritto normalmente molti punti che si troverebbe sullo stesso piano vengono inseriti in livelli gerarchici diversi (e i più bassi vengono trascurati nella lettura). Questo fatto viene argomentato nel saggio con l'esempio del disastro dello Space Shuttle Columbia del 2003.
Le conclusioni di Tufte coincidono con i risultati dell'indagine NASA sull'esplosione dello Shuttle del 1º febbraio del 2003: la schiuma del rivestimento della carlinga è stata la causa dell'incidente, ma una parte della colpa va al prodotto Microsoft. La NASA, ai tempi dell'incidente, faceva tutte le sue presentazioni in PowerPoint e, secondo la ricostruzione della commissione NASA, la confusione generata dal modo in cui il problema tecnico era stato rappresentato ha causato una sua sottovalutazione e, in ultima analisi, ha contribuito alla morte dei sette membri dell'equipaggio.

### Scultura
Al di fuori dei suoi impegni accademici Tufte si è dedicato a un altro modo di visualizzare informazioni: la scultura, spostandosi così dalla visualizzazione su schermo a quella nelle tre dimensioni reali. Nell'arco della sua carriera da scultore ha già creato una cinquantina di monumenti, disposti nei 165 acri di sua proprietà nello Cheshire e Woodbury, e un centinaio di tavole, tra cui 75 di queste fanno parte della mostra Seeing Around.. Tufte ha inoltre aperto una galleria d'arte a New York chiamata ET Modern.